# David Lowe
David Lowe es un actor, director y escritor británico.

## Carrera
En 1998 interpretó a uno de los asesores del Rey Louis XIV (Leonardo DiCaprio) en la película The Man in the Iron Mask, el otro asesor fue interpretado por Hugh Laurie.
En el 2011 representó al poeta y dramaturgo estadounidense T. S. Eliot (1888-1964) en la película Medianoche en París interpretada por los actores Owen Wilson, Kathy Bates y Adrien Brody.
Ese mismo año apareció en varios episodios de la serie The Borgias donde interpretó al embajador francés.

## Filmografía
Televisión:
| Año  | Título                    | Papel             | Notas                             |
| ---- | ------------------------- | ----------------- | --------------------------------- |
| 2011 | The Borgias               | Embajador Francés | 3 episodios                       |
| 2010 | Ce jour là, tout a changé | Lord Halifax      | episodio "L'appel du 18 juin"     |
| 2010 | La commanderie            | Lord Dorset       | episodio "L'or des Templiers"     |
| 2000 | Relic Hunter              | Padre Gaston      | episodio "Memories of Montmartre" |
| 1998 | Union Libre               | Columnista Inglés | tv serie                          |
| 1998 | Nestor Burma              | -                 | episodio "Poupée russe"           |
| 1995 | Sandra princesse rebelle  | William Beattle   | miniserie                         |
| 1993 | Highlander                | Clow              | episodio "Lady and the Tiger"     |

Cine:
| Año  | Título                             | Papel          | Notas                                                    |
| ---- | ---------------------------------- | -------------- | -------------------------------------------------------- |
| 2011 | I Love Périgord                    | Peter Stewart  | junto a Fani Kolarova & Paul Barrett                     |
| 2011 | Midnight in Paris                  | -              | junto a Michael Sheen, Rachel McAdams & Marion Cotillard |
| 2009 | Eden à l'Ouest                     | Fred           | junto a Riccardo Scamarcio                               |
| 2009 | Paris 1919: Un traité pour la paix | -              | documental                                               |
| 2007 | Valentine & Cie                    | Stevens        | -                                                        |
| 2006 | Bataille natale                    | Alistaire      | junto a Julie Ferrier & Olivia Bonamy                    |
| 2005 | Un beau matin...                   | -              | junto a Wilfrid George Lowe                              |
| 2002 | Patron sur mesure                  | Boris          | -                                                        |
| 1998 | Charité biz'ness                   | -              | junto a Elie Semoun                                      |
| 1998 | The Man in the Iron Mask           | Asesor del Rey | junto a Leonardo DiCaprio & Hugh Laurie                  |
| 1997 | Les arnaqueuses                    | Elliot         | -                                                        |
| 1994 | Jeanne la Pucelle II - Les prisons | Joven Señor    | junto a Sandrine Bonnaire                                |
| 1994 | Le paradis absolument              | Fotógrafo      | junto a Connie Nielsen                                   |
| 1991 | Mississippi One                    | -              | junto a Alexandra Capuano e Isabelle Moly                |

Director, Escritor, Editor & Compositor:
| Año  | Título           | Notas                                               |
| ---- | ---------------- | --------------------------------------------------- |
| 2005 | Un beau matin... | director, escritor, editor & director de fotografía |
| 1991 | Mississippi One  | compositor                                          |